# 岩屋町 (豊橋市)
岩屋町（いわやちょう）は、愛知県豊橋市の地名。

## 地理
豊橋市東部に位置する。西から南は西口町・東幸町、北東は飯村町・大岩町に接する。

### 字一覧
- 岩屋下（いわやした）[WEB 5]
- 岩屋西（いわやにし）[WEB 5]

## 歴史

### 町名の由来
岩屋観音による。

### 人口の変遷
国勢調査による人口および世帯数の推移。
| 1995年（平成7年）  | 905世帯 3005人  |  |
| 2000年（平成12年） | 947世帯 3001人  |  |
| 2005年（平成17年） | 976世帯 3025人  |  |
| 2010年（平成22年） | 1010世帯 2886人 |  |
| 2015年（平成27年） | 1044世帯 2785人 |  |

### 沿革
- 1932年（昭和7年） - 高師村大字高師の一部により、豊橋市岩屋町として成立[2]。

## 交通
- 国道1号[1]

## 施設
- 東部地区市民館[1]
- 岩屋郵便局[1]
- 岩西駐在所[1]
- 豊橋市営岩屋住宅[1]
- 岩屋病院[1]
- 大山津美神社[1]

### WEB
1. ↑  “愛知県豊橋市の町丁・字一覧”.   人口統計ラボ. 2023年4月13日閲覧。
2. ↑  総務省統計局 (2017年1月27日). “平成27年国勢調査の調査結果(e-Stat) - 男女別人口及び世帯数 －町丁・字等” (CSV). 2021年7月21日閲覧。
3. ↑  “愛知県豊橋市の郵便番号一覧”.   日本郵便. 2023年4月13日閲覧。
4. ↑  “市外局番の一覧” (PDF).   総務省 (2022年3月1日). 2022年3月22日閲覧。
5. 1 2  “愛知県豊橋市 住所一覧から地図を検索”.   ONE COMPATH. 2023年8月17日閲覧。
6. ↑  総務省統計局 (2014年3月28日). “平成7年国勢調査の調査結果(e-Stat) - 男女別人口及び世帯数 －町丁・字等” (CSV). 2021年7月20日閲覧。
7. ↑  総務省統計局 (2014年5月30日). “平成12年国勢調査の調査結果(e-Stat) - 男女別人口及び世帯数 －町丁・字等” (CSV). 2021年7月20日閲覧。
8. ↑  総務省統計局 (2014年6月27日). “平成17年国勢調査の調査結果(e-Stat) - 男女別人口及び世帯数 －町丁・字等” (CSV). 2021年7月21日閲覧。
9. ↑  総務省統計局 (2012年1月20日). “平成22年国勢調査の調査結果(e-Stat) - 男女別人口及び世帯数 －町丁・字等” (CSV). 2021年7月21日閲覧。
10. ↑  総務省統計局 (2017年1月27日). “平成27年国勢調査の調査結果(e-Stat) - 男女別人口及び世帯数 －町丁・字等” (CSV). 2021年7月21日閲覧。

### 書籍
1. 1 2 3 4 5 6 7 8 9  「角川日本地名大辞典」編纂委員会 1989, p. 1784.
2. 1 2  「角川日本地名大辞典」編纂委員会 1989, p. 206.